# George Spencer-Churchill, VI duca di Marlborough
George Spencer-Churchill, VI duca di Marlborough (Bill Hill, 27 dicembre 1793 – Woodstock, 1º luglio 1857), è stato un nobile e politico britannico.

## Biografia

### Infanzia e giovinezza

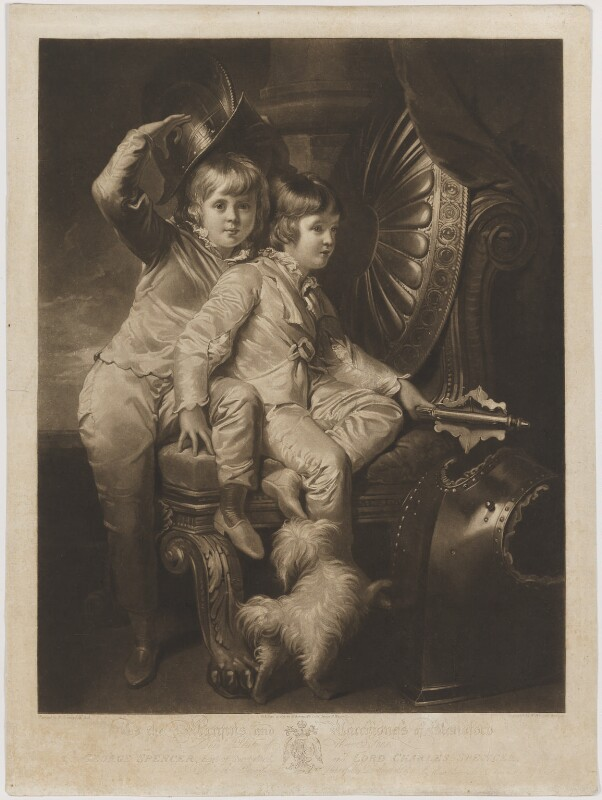
George Spencer-Churchill, conte di Sunderland ritratto in giovane età col fratello Charles

Nato nel 1793, fu considerato in gioventù un ragazzo di belle speranze, ma ben presto si mise in mostra per la sua eccentricità. Il cugino George Agar Ellis lo descrisse come "ubriacone, ostinato, indolente, irascibile e animato da doppiezza".

### Primo matrimonio
Con l'aiuto del fratello Charles, travestito da prete, inscenò un finto matrimonio con Susannah Law, appena diciassettenne, con la quale andò a convivere a Londra sotto il falso nome di capitano Law; quando la madre della ragazza scoprì il raggiro, indignata, impose alla coppia di separarsi, ma George si trasferì con la concubina in Scozia, dove il matrimonio era considerato valido se pubblicamente riconosciuto. Nel frattempo Susannah aveva dato alla luce una figlia, ma, nel 1819, George, marchese di Blandford, dovette sposare la cugina, il 13 gennaio 1819, Lady Jane Stewart, figlia George Stewart, VIII conte di Galloway, dalla quale avrà quattro figli, e così abbandonò la finta moglie. Tuttavia suo padre, il Duca, continuò a mantenere Susannah e la figlia con 200 sterline l'anno. Blandford aveva anche avuto una relazione con la cugina Harriet Spencer, figlia di William Robert Spencer, il poeta, dalla quale era nata un'altra figlia, Susan Harriet Elizabeth Churchill, la quale fu cresciuta prima da una lontana parente di Althorp, Lady Bessborough e, successivamente, dopo la morte di questa, dalla figlia Caroline Lamb e da suo marito Lord Melbourne, il futuro primo ministro.

### Carriera politica
Blandford ebbe una pessima relazione con il padre, che conviveva apertamente a Blenheim con la sua amante, Matilda Glover e i sei figli da questa avuti. Entrato in Parlamento nel 1818, dopo un iniziale schieramento con i Whigs, si avvicinò ai Tories di Lord Liverpool, allora al governo. Il padre Marlborough, come al solito senza un soldo, pensò allora di approfittarne per richiedere a Liverpool un'esenzione dalle tasse dell'ufficio delle poste di Woodstock, in modo da poterne percepire integralmente i proventi. Nel 1825 Blandford rientrò quindi in Parlamento per il seggio familiare di Woodstock in coppia con il cugino Lord Ashley con un programma High Tory, in particolare incentrato sull'opposizione all'emancipazione dei cattolici. Votò quindi contro il Catholic Relief Bill il 6 marzo 1827; alla caduta di Liverpool il Duca di Marlborough, suo padre, sostenne il nuovo primo ministro George Canning, un Tory moderato, mentre Blandford si schierò all'opposizione. Come il padre sostenne inizialmente il Duca di Wellington, ma continuò ad opporsi all'emancipazione, accusando Wellington e Peel di tradire la causa protestante e di una resa incondizionata alle minacce offensive dei gesuiti e dei giacobini, come disse in un discorso alla Camera dei Comuni. Comunque il Roman Catholic Relief Act 1829 riuscì a passare proprio perché molti conservatori, guidati dal Duca di Wellington, votarono a favore. 
Bladford si fece così alfiere della riforma parlamentare, allo scopo, così disse, di sventare un aumento dell'influenza papista tra queste mura. Propose anche alla Camera una mozione sul tema, che però fu sconfitta per 114 a 40 voti. Si oppose anche ai liberoscambisti, parlando a nome dell'agricoltura inglese contro gli odiosi principi del libero commercio. Le sue visioni sulla riforma parlamentare erano comunque meno reazionarie: invocò l'abolizione dei borghi putridi, incassando sul punto il sostegno del deputato cattolico irlandese, e  ardente riformatore, Daniel O'Connell. Tuttavia non riuscì mai a riunire intorno a sé un consenso significativo. La signora Arbuthnot, confidente di Wellington, disse che il governo non avrebbe potuto scegliere meglio i suoi oppositori, tra cui Blandford. Nel frattempo aveva accumulato anche un debito astronomico di 26.000 sterline alle corse di cavalli di Doncaster. Comunque, il 18 febbraio del 1830 presentò in Parlamento il suo progetto di riforma elettorale, che conteneva varie proposte molto avanzate: trasferimento di voti ai centri più popolosi, abolizione dei borghi putridi, stipendio per i parlamentari ed estensione del voto a tutti i proprietari di case adulti. Il programma incassò il sostegno di vari riformatori alla Camera come Henry Brougham, il cugino Lord Althorp, John Cam Hobhouse e Lord John Russell, anch'egli suo parente. Tuttavia, malgrado il supporto significativo alla sua mozione, Blandford fece un discorso confuso e approssimativo e la Camera respinse la sua proposta con una netta maggioranza. Dopo questo fallimento continuò a segnalarsi per l'opposizione al governo in carica, questa volta sulle spese militari. Si fece promotore di riduzione di spesa e alleggerimento della tassazione; fu anche sostenitore dell'emancipazione degli ebrei e dell'abolizione della pena di morte per falso, in uno slancio progressista.

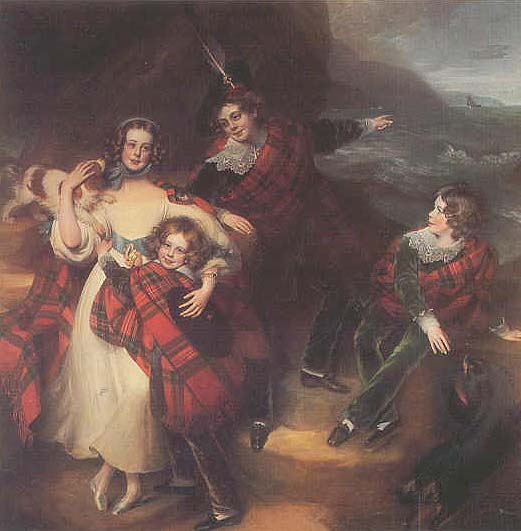
I figli di primo letto del Duca. Da sinistra: Alan, Louisa, John Winston e Alfred. Indossano il tartan degli Stewart di Galloway, la famiglia materna

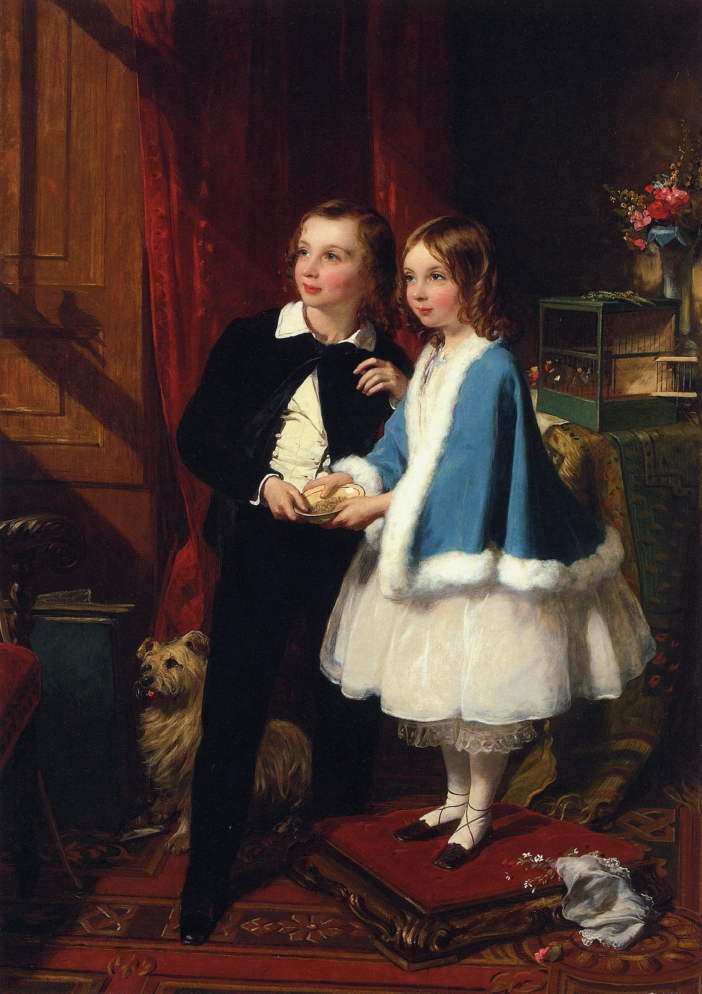
Lord Almeric e Lady Lady Clementina Spencer-Churchill, figli di seconde nozze del Duca

Con l'elezione del nuovo Parlamento nel 1830 Blandford venne rieletto per il seggio di Woodstock insieme al fratello Charles; tornò ad opporsi all'emancipazione dei cattolici, ma su altri temi si mostrò perfino radicale. Si batté per l'abolizione immediata della schiavitù nelle colonie e disse al cugino Althorp di voler presentare un progetto di riforma elettorale ultra-radicale tanto che lo voteranno al massimo 10 persone. Tuttavia Charles Grey, il nuovo Primo ministro, descrisse la mozione di Blandford come 'un lungo e assurdo pamphlet. Intanto il padre Marlborough, sempre alla ricerca di denaro, chiese a Grey una sinecura in cambio dell'appoggio del figlio. Questi tuttavia, sempre in conflitto con il padre, rifiutò. Alle elezioni del 1831 fu pertanto escluso dalla candidatura per Woodstock, che andò invece al fratello ad un oppositore della riforma parlamentare; ritornò comunque in Parlamento, sempre per Woodtsock, l'anno successivo. Si schierò quindi con Robert Peel, cementando il legame della famiglia con il partito conservatore. Succeduto al padre come sesto duca di Marlborough nel 1840 fu elevato alla Camera dei Lords e divenne luogotenente dell'Oxfordshire due anni più tardi.

### Secondo matrimonio
Sposò, il 10 giugno 1846, Charlotte Augusta Flower, figlia del IV visconte Ashbrook, dalla quale ebbe due figli.

### Terzo matrimonio
Risposò, il 18 ottobre 1851, Jane Stewart, nipote del VII conte di Galloway, dalla quale ebbe un figlio.

### Ultimi anni e morte
Gli ultimi anni di vita del Duca furono tristi: la terza moglie chiese il divorzio e la custodia dei figli, accusando il marito di adulterio con una domestica, Sarah Licence. Gravemente malato di gotta, trascorse gli ultimi anni su una sedia a rotelle, morendo infine nel luglio 1857 a 63 anni. Lasciò magre sostanze ai figli e nulla alla moglie, ma non trascurò un legato per l'amante Sarah.

## Discendenza
Il Duca di Marlborough si sposò tre volte:
- Dal primo matrimonio con Lady Jane Stewart (1798-1844), figlia di George Stewart, VIII conte di Galloway nacquero:
  - Lady Louisa Spencer-Churchill (1820–1882), sposò Robert Spencer, ebbero due figli;
  - John Spencer-Churchill, VII duca di Marlborough (1822–1883);
  - Lord Alfred Spencer-Churchill (1824–1893), sposò Harriet Gough-Calthorpe, ebbero quattro figli;
  - Lord Alan Spencer-Churchill (1825-1873), sposò Rosalind Dowker, non ebbero figli;
- Con Charlotte Augusta Flower, sua seconda moglie, ebbe:
  - Lord Almeric Athelstan Spencer-Churchill (1847-1856);
  - Lady Clementina Augusta Spencer-Churchill (1848-1886), sposò John Pratt, III marchese Camden, ebbero quattro figli.
- Dal terzo matrimonio con Jane Frances Clinton Stewart (1818-1897), nipote del VII conte di Galloway, nacque un figlio:
  - Lord Edward Spencer-Churchill (1853-1911), sposò Augusta Warburton, ebbero quattro figli.

## Ascendenza
|                                                  |                                         |                                    | Genitori                                |  |  | Nonni |  |  | Bisnonni                                 |  |  | Trisnonni                                |  |
|                                                  |                                         |                                    |                                         |  |  |       |  |  | Charles Spencer, III duca di Marlborough |  |  | Charles Spencer, III conte di Sunderland |  |
|                                                  |                                         |                                    |                                         |  |  |       |  |  | Charles Spencer, III duca di Marlborough |  |  | Charles Spencer, III conte di Sunderland |  |
|                                                  |                                         | lady Anne Churchill                |                                         |  |  |       |  |  | Charles Spencer, III duca di Marlborough |  |  |                                          |  |
| George Spencer, IV duca di Marlborough           |                                         |                                    |                                         |  |  |       |  |  | Charles Spencer, III duca di Marlborough |  |  |                                          |  |
|                                                  |                                         | hon. Elisabetta Trevor             | Thomas Trevor, II barone Trevor         |  |  |       |  |  |                                          |  |  |                                          |  |
|                                                  |                                         | hon. Elisabetta Trevor             | Thomas Trevor, II barone Trevor         |  |  |       |  |  |                                          |  |  |                                          |  |
|                                                  |                                         | hon. Elisabetta Trevor             | Elizabeth Burrell                       |  |  |       |  |  |                                          |  |  |                                          |  |
| George Spencer-Churchill, V duca di Marlborough  |                                         | hon. Elisabetta Trevor             |                                         |  |  |       |  |  |                                          |  |  |                                          |  |
|                                                  |                                         | John Russell, IV duca di Bedford   | Wriothesley Russell, II duca di Bedford |  |  |       |  |  |                                          |  |  |                                          |  |
|                                                  |                                         | John Russell, IV duca di Bedford   | Wriothesley Russell, II duca di Bedford |  |  |       |  |  |                                          |  |  |                                          |  |
|                                                  |                                         | John Russell, IV duca di Bedford   | Elizabeth Howland                       |  |  |       |  |  |                                          |  |  |                                          |  |
| lady Caroline Russell                            |                                         | John Russell, IV duca di Bedford   |                                         |  |  |       |  |  |                                          |  |  |                                          |  |
|                                                  |                                         | lady Gertrude Leveson-Gower        | John Leveson-Gower, I conte Gower       |  |  |       |  |  |                                          |  |  |                                          |  |
|                                                  |                                         | lady Gertrude Leveson-Gower        | John Leveson-Gower, I conte Gower       |  |  |       |  |  |                                          |  |  |                                          |  |
|                                                  |                                         | lady Gertrude Leveson-Gower        | lady Evelyn Pierrepont                  |  |  |       |  |  |                                          |  |  |                                          |  |
| George Spencer-Churchill, VI duca di Marlborough |                                         | lady Gertrude Leveson-Gower        |                                         |  |  |       |  |  |                                          |  |  |                                          |  |
|                                                  | Alexander Stewart, VI conte di Galloway | James Stewart, V conte di Galloway |                                         |  |  |       |  |  |                                          |  |  |                                          |  |
|                                                  | Alexander Stewart, VI conte di Galloway | James Stewart, V conte di Galloway |                                         |  |  |       |  |  |                                          |  |  |                                          |  |
|                                                  | Alexander Stewart, VI conte di Galloway | lady Catherine Montgomerie         |                                         |  |  |       |  |  |                                          |  |  |                                          |  |
| John Stewart, VII conte di Galloway              | Alexander Stewart, VI conte di Galloway |                                    |                                         |  |  |       |  |  |                                          |  |  |                                          |  |
|                                                  |                                         | lady Catherine Cochrane            | John Cochrane, IV conte di Dundonald    |  |  |       |  |  |                                          |  |  |                                          |  |
|                                                  |                                         | lady Catherine Cochrane            | John Cochrane, IV conte di Dundonald    |  |  |       |  |  |                                          |  |  |                                          |  |
|                                                  |                                         | lady Catherine Cochrane            | lady Anne Murray                        |  |  |       |  |  |                                          |  |  |                                          |  |
| lady Susan Stewart                               |                                         | lady Catherine Cochrane            |                                         |  |  |       |  |  |                                          |  |  |                                          |  |
|                                                  |                                         | sir James Dashwood, II baronetto   | Robert Dashwood                         |  |  |       |  |  |                                          |  |  |                                          |  |
|                                                  |                                         | sir James Dashwood, II baronetto   | Robert Dashwood                         |  |  |       |  |  |                                          |  |  |                                          |  |
|                                                  |                                         | sir James Dashwood, II baronetto   | Dorothy Read                            |  |  |       |  |  |                                          |  |  |                                          |  |
| Anne Dashwood                                    |                                         | sir James Dashwood, II baronetto   |                                         |  |  |       |  |  |                                          |  |  |                                          |  |
|                                                  |                                         | Elizabeth Spencer                  | Edward Spencer                          |  |  |       |  |  |                                          |  |  |                                          |  |
|                                                  |                                         | Elizabeth Spencer                  | Edward Spencer                          |  |  |       |  |  |                                          |  |  |                                          |  |
|                                                  |                                         | Elizabeth Spencer                  | Anne Baker                              |  |  |       |  |  |                                          |  |  |                                          |  |
|                                                  |                                         | Elizabeth Spencer                  |                                         |  |  |       |  |  |                                          |  |  |                                          |  |